# Paróquia Santa Luzia
A Paróquia Santa Luzia é uma circunscrição eclesiástica da Igreja Católica no Brasil, com sede no município de Mossoró, no interior do estado do Rio Grande do Norte. É a sede do Vicariato Nossa Senhora da Esperança e faz parte da Diocese de Mossoró, sendo a paróquia mais importante desta, pois sua sede, a Catedral de Santa Luzia, é a sé episcopal da diocese. Situa-se na Forania de Mossoró. 

## História
A capela dedicada à mártir siciliana Santa Luzia, subordinada à Paróquia de Nossa Senhora da Conceição e São João Batista, em Apodi, começou a ser construída no dia 5 de agosto de 1772, após uma solicitação do sargento-mor Antônio de Souza Machado ter sido enviada e atendida pelo padre Inácio de Araújo Gondim, vigário da paróquia de Santo Amaro, em Jaboatão dos Guararapes, Pernambuco. Em 1779 chega uma imagem da santa à capela, e a primeira festa em honra à Santa Luzia é celebrada pela comunidade.
Em 27 de outubro de 1842, foi sancionada a Resolução 87, por Manuel de Assis Mascarenhas, que criava a freguesia de Santa Luzia, elevando a capela à condição de matriz, desmembrada da freguesia de Apodi. O padre José Antônio Lopes da Silveira se tornou interinamente o primeiro pároco, mediante concurso, até que um padre fosse nomeado pelo bispo diocesano de Olinda e Recife, diocese à qual a paróquia era subordinada na época. A nomeação ocorreu em 1844 e o padre Antônio Joaquim Rodrigues tornou-se vigário paroquial.
Em 1926, o bispo da Diocese de Natal (hoje arquidiocese), Dom José Pereira Alves, desmembrou uma parte do território da paróquia para a criação de uma nova paróquia dedicada ao Sagrado Coração de Jesus. Em 28 de julho de 1934, a Igreja Matriz de Santa Luzia torna-se catedral com a criação da Diocese de Mossoró pelo Papa Pio XI, contudo a notícia de criação da nova diocese só chegaria a Mossoró através de telegrama enviado por Dom Marcolino Esmeraldo de Souza Dantas, então bispo diocesano de Natal, em 14 de setembro daquele ano, e recebido pelo padre Luiz Ferreira da Cunha Motta, vigário paroquial. Pouco mais de dois meses depois, em 18 de novembro, a diocese fora oficialmente instalada.
Através de decreto de Dom Gentil Diniz Barreto, bispo diocesano de 1960 a 1984, a Igreja do Sagrado Coração de Jesus reincorporada à paróquia de Santa Luzia, com a transferência da sede da paróquia para a capela de São Manoel, em 29 de março de 1964. Em 1966, durante o encerramento dos festejos da comunidade São José, uma nova paróquia foi desmembrada da paróquia de Santa Luzia, fato que se repetiu em 1968 com a criação da paróquia de São João Batista. Com a posse de Dom José Freire de Oliveira Neto como quinto bispo diocesano, Santa Luzia foi declarada padroeira de toda a diocese.
Todos os anos, em dezembro, a paróquia realiza os festejos de Santa Luzia, principal festa religiosa da diocese, que começa no dia 3 de e se encerra no dia 13, dia dedicado à santa, com uma grande procissão percorrendo algumas ruas de Mossoró, atraindo milhares de fiéis vindos de diversos lugares. Na preparação para a festa, ocorre a peregrinação da imagem da santa por todas as paróquias da diocese.

### Párocos
O padre Flávio Augusto Forte Melo, vigário-geral da diocese, assumiu a função em janeiro de 2016, em substituição a padre Walter Collini, que exercia o cargo desde 2010 (tendo sido transferido da paróquia de Martins, onde atuou por 36 anos). Padre Flávio é natural de Severiano Melo (RN) e ocupa também a função de Vigário-Geral da Diocese de Mossoró. Também ocupam o vicariato de Mossoró os padres Antônio Freire de Carvalho, Charles Lamartine, Flávio Jerônimo do Nascimento, Herôncio de Melo, João Batista do Nascimento, Júnior Denes da Silveira, Manoel Galvão, Raimundo Gurgel do Amaro, Raimundo Leão de Moura e Ricardo Rubens Fernandes de Carvalho. O atual pároco é o padre Antoniel Alves da Silva, que tomou posse da referida paróquia no dia 2 de fevereiro de 2025, Festa da Apresentação do Senhor, em Missa Solene presidida pelo bispo diocesano Dom Francisco de Sales Alencar Batista, O. Carm., e, na mesma ocasião, ocorreu a instalação do Vicariato Nossa Senhora da Esperança.  
Desde a criação da paróquia os seguintes padres já ocuparam o vicariato:
- José Antônio Lopes da Silveira (1842)
- Antônio Joaquim Rodrigues (1844)
- Moisés Ferreira do Nascimento (1904)
- Francisco Hermenegildo de Lucena Sampaio (1906)
- Pedro Paulino Duarte da Silva (1907)
- Manoel de Almeida Barreto (1914)
- Ulisses Maranhão (1918)
- Manoel da Costa Pereira (1920)
- Manoel Maria de Vasconcelos Gadelha (1921)
- Monsenhor Manuel de Almeida Barreto (1924)
- Paulo Herôncio de Melo (1924)
- Luiz Ferreira Cunha da Mota (1924)
- Huberto Bruening (1947, 1955 e 1976)
- Luiz Soares de Lima (1950)
- Monsenhor Hamílcar Mota da Silveira (1976)
- Monsenhor Américo Vespúcio Simonetti (1980)
- Walter Collini (2010)
- Flávio Augusto Forte Melo (2016-2025)
- Charles Lamartine de Souza Freitas (Vigário Paroquial / -presente)
- José Victor dos Santos (Vigário Paroquial / 2024-presente)
- Antoniel Alves da Silva (Pároco / 2025-presente)

## Comunidades

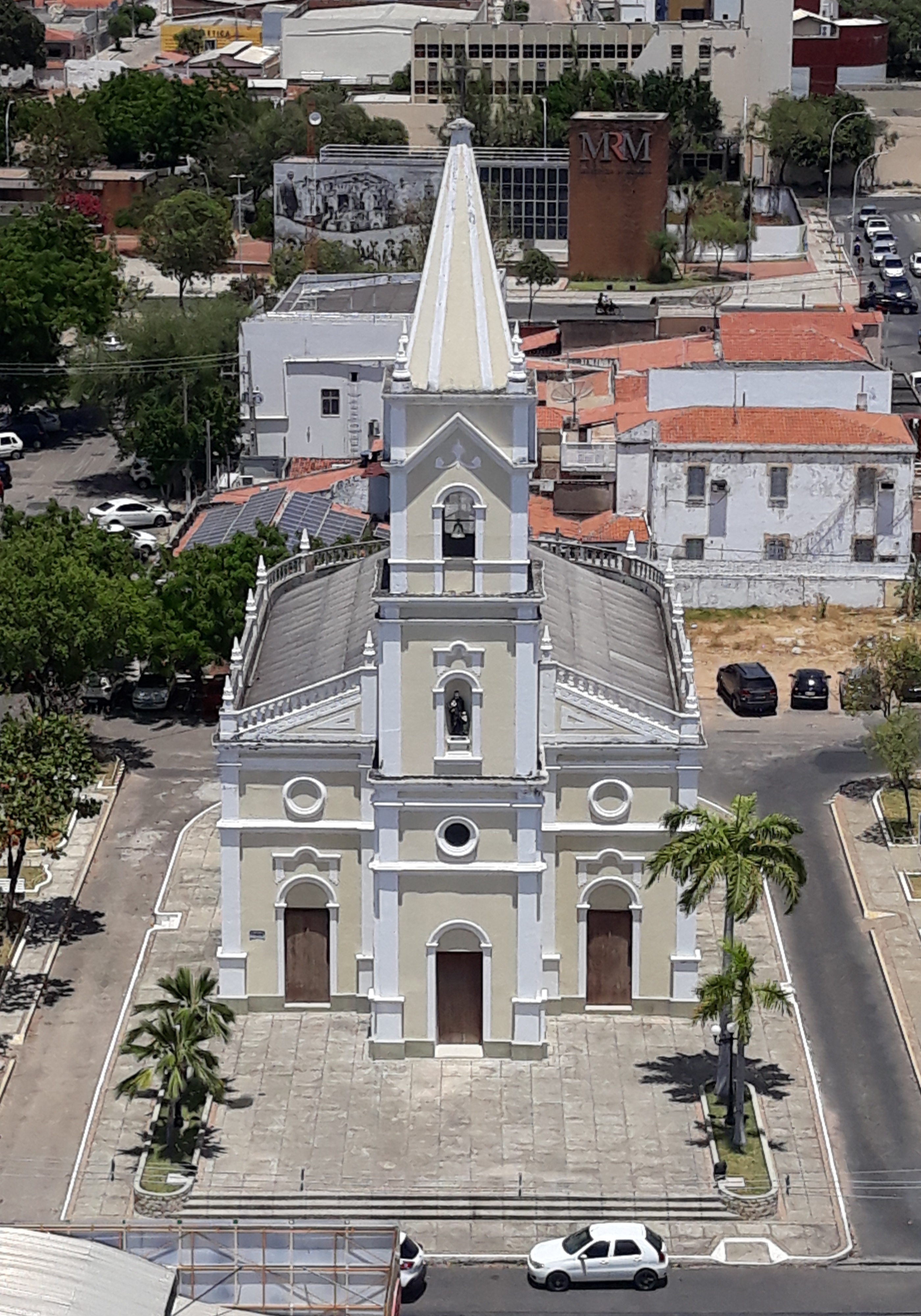
Capela São Vicente

A Paróquia Santa Luzia possui as seguintes comunidades:
- Nossa Senhora das Graças
- Nossa Senhora Perpétuo Socorro
- Sagrado Coração de Jesus (Santuário)
- Santa Luzia (Catedral)
- Santa Luzia (Ilha de Santa Luzia)
- Santa Terezinha
- São Vicente